# Andrea Enria
Andrea Enria (3 de julio de 1961) es el presidente del Consejo de supervisión del Banco Central Europeo. Entre 2011 y 2018 fue el presidente de la Autoridad Bancaria Europea. De 2008 a 2010, fue el Jefe del Departamento de Supervisión del Banco de Italia. 

## Biografía
Enria estudió Economía en la Universidad Bocconi y posee un máster en Economía (junio de 1989) por la Universidad de Cambridge. El 16 de diciembre de 2015 fue renovado en su cargo (hasta febrero de 2021) tras ser confirmado por el Parlamento Europeo previa audiencia pública de la Comisión de Asuntos Económicos y Monetarios (ECON).